# 金靜美
金 靜美（김정미、Kim Jung-Mi、キム・チョンミ、1949年 - ）は、在日朝鮮人の歴史家。専門は、朝鮮民衆史。紀州鉱山の真実を明らかにする会代表者の一人。

## 来歴
大阪府出身。1970年代初頭から朝鮮の被差別民衆の生活と闘争を研究。1983年から3年間、京都市の九条オモニ学校で朝鮮語を教えていた頃、『九条思潮』第6号を通じてオールロマンス闘争について知る。1989年秋、論文「朝鮮独立、反差別、反天皇制──衡平社と水平社の連帯の基軸はなにか──」の執筆中、全国水平社による民族差別やアジア侵略協力があったとして、1990年夏から、このテーマによって複数の論文を発表。1991年2月、「『反差別・アジア侵略』批判」などの5論文を『事実を明らかにし怒りをとき放つ』の題名で出版（私家版）。1994年1月、これら一連の論文を『水平運動研究史──民族差別批判』として公刊。

## 人物
在日朝鮮人としての立場から、水平社宣言起草者西光万吉や全国水平社委員長松本治一郎らによる戦争協力・侵略煽動・天皇制への屈服を批判している。1992年9月、部落解放同盟大阪府連合会矢田支部と矢田解放教育共闘会議が共催する集会で「全国水平社と侵略戦争」というテーマによる講演を依頼された折、水平社の戦争協力を批判する内容の講演を行おうとしたところ、「刺激が強すぎる」「この内容では、大衆に聞かせるわけにはいかない」との理由で、部落解放同盟から講演を妨害されたことがある。
全国連の『部落解放闘争』誌に複数の論文を発表していたため、部落解放研究所（現在の部落解放・人権研究所）の研究紀要『部落解放研究』誌から論文掲載拒否を受けたことがあるが、自らは「わたしは、在日朝鮮人のひとりとして、部落解放同盟の政治的立場からも、部落解放同盟全国連合会の政治的立場からも自由であり、その政治的自由は保証されなければならないと考えている」と述べている。

## 著書
- 『中国東北部における抗日朝鮮・中国民衆史序説』（現代企画室、1992年）ISBN 4773892080
- 『水平運動研究史 民族差別批判』（現代企画室、1994年）ISBN 4773893125
- 『故郷の世界史 解放のインターナショナリズムへ』（現代企画室、1996年）ISBN 4773896035